# Johnny Griffin
Johnny Griffin (Chicago, 1928. április 23. – Availles-Limouzine, 2008. július 25.), amerikai tenorszaxofonos.

## Pályafutása
A chicagói DuSable High Schoolban tanult zenét. Először klarinétozott, majd oboára, utána altszaxofon órákra járt. Még csak 15 éves volt, amikor T-Bone Walkerrel játszott a Walker testvére által vezetett zenekarban.
Az érettségije után Lionel Hampton big bandjével turnézott (1945-50). Az amerikai hadsereg együttesében Chicagóban, majd New Yorkban muzsikált, majd Art Blakey, aztán Thelonious Monk partnere lett. Eddie „Lockjaw” Davisszel 1960-62 között egy kvintettben játszott.
1963-ban Franciaországba költözött. Az 1960-as években turnézott a Kenny Clarke/Francy Boland Big Banddel. 1978-tól kvartettjét vezette éves amerikai turnékon.
Technikáját nagyra becsülték. Gyors tempóval bonyolult harmonikus struktúrákra, akkordváltásokra volt képes. Olyan felvételein, mint a Bush Dance (1983), a The Cat (1990) hosszú szólókban mutatta meg, hogy klasszikus formában hogyan építsen fel szólókat.
Griffin kvartettjével még a 21. században is fellépett. A nagyszerű Live at Ronnie Scott's (2008) című műsorát nem sokkal halála előtt vették fel Londonban.

## Lemezválogatás

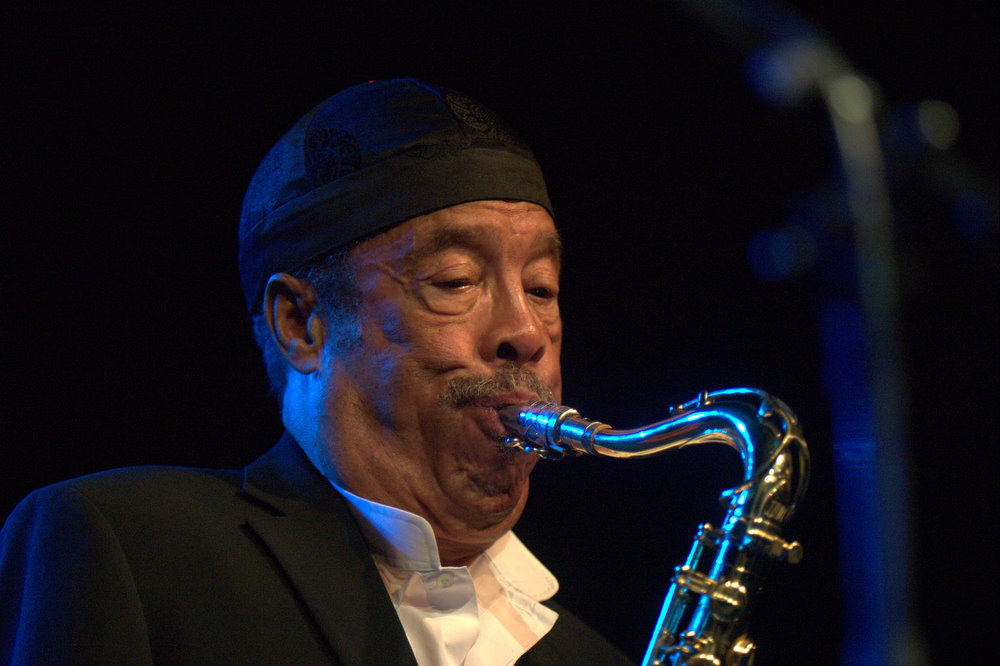

- 1956: Introducing Johnny Griffin, & Wynton Kelly, Curly Russell & Max Roach
- 1957: Blowing Session, & Hank Mobley, John Coltrane, Wynton Kelly, Paul Chambers & Art Blakey
- 1957: The Congregation, & Sonny Clark, Paul Chambers & Kenny Dennis
- 1958: Johnny Griffin Sextet
- 1959: The Little Giant, & Blue &chell, Julian Priester, Wynton Kelly, Sam Jones & Tootie Heath
- 1960: The Big Soul Band
- 1960: John Griffin’s Studio Jazz Party
- 1960: Peter Rühmkorf & Johnny Griffin
- 1961: Change Of Pace
- 1961: The Kerry Dancers
- 1962: Tough Tenor Favourites
- 1963: Grab This!
- 1963: Do Nothing ’Til You Hear From Me
- 1967: The Man I Love
- 1969: Jazz Undulation, & Dexter Gordon, Hampton Hawes, Jimmy Woode & Kenny Clarke
- 1978: Doldinger Jubilee ’75 & Klaus Doldinger, Les McCann, Philip Catherine, Buddy Guy, Pete York
- 1978: Return of the Griffin & Ronnie Mathews, Ray Drummond & Keith Copeland
- 1978: Bush Dance
- 1980: Live: Autumn Leaves
- 1984: Tenors Back Again! & Eddie Lockjaw Davis
- 1985: Three Generations of Tenor Saxophone & Sal Nistico & Roman Schwaller
- 1986: Have you met Barcelona, & Ben Sidran
- 1990: The Cat
- 1999: In And Out
- 2000: Johnny Griffin & Steve Grossman Quintet
- 2001: White Gardenia

## Filmek
- Johnny Griffin az IMDb-n